# Karla LaVey

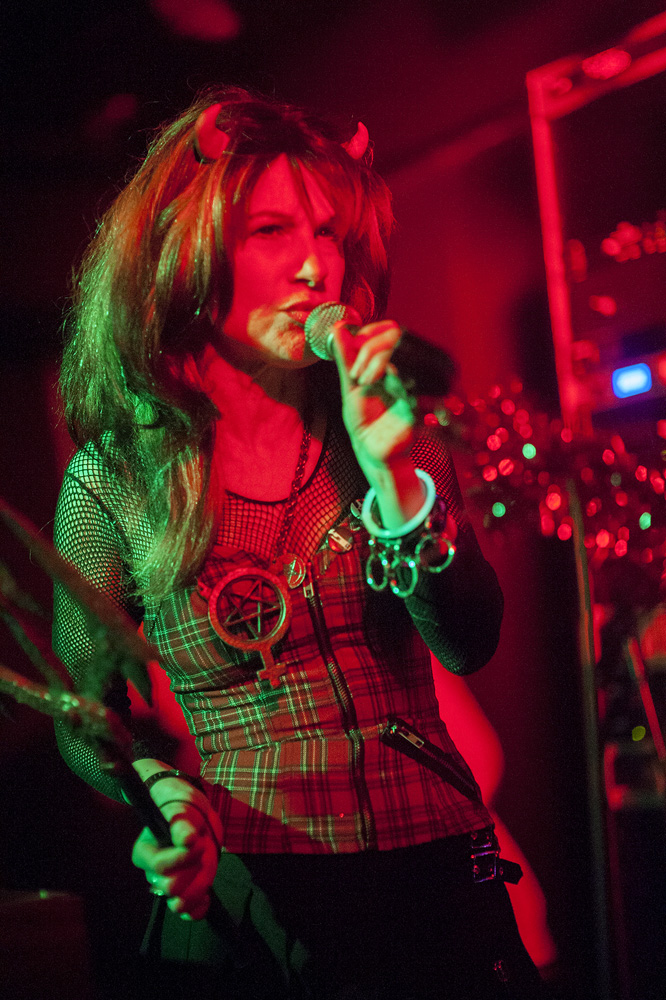
Karla LaVey in 2012

Karla Lavey (San Francisco, 1952) is de dochter van Anton LaVey en voormalig High Priestess van de Church of Satan en de oprichter van de First Satanic Church.
In 1979 was Karla verantwoordelijk voor het kantoor van de Church of Satan in Amsterdam. Dit was toen bedoeld voor alle leden van de kerk in Europa. In die tijd was ze de High Priestess van de Church of Satan en gaf ze in Nederland veel interviews.
In de jaren 80 en 90 maakte ze veel openlijke reclame voor de kerk op veel televisiezenders wereldwijd.
Op 7 november 1997 gaf ze een persverklaring uit met de betrekking tot de dood van haar vader. Daarin maakte ze bekend dat Blanche Barton de leiding had over de Church of Satan. Na de dood van haar vader gingen alle spullen die op de naam van de kerk stonden naar Blanche Barton. Hiertegen begon ze een rechtszaak, maar die verloor ze.
Omdat ze niets erfde, besloot ze haar eigen First Church of Satan te beginnen, waarin ze verderging met het werk van haar vader.
Tegenwoordig is Karla vooral te vinden als presentatrice van satanische feesten en heeft ze een wekelijkse radioshow.